# Festival du film de Lisbonne et d'Estoril
Le Festival du film de Lisbonne et d'Estoril (Lisbon & Estoril Film Festival, LEFFEST), anciennement connu sous l'appellation Festival du film d'Estoril, est un festival international du film qui se tient en novembre à Estoril, sur la Riviera portugaise.
Créée en 2006, la section compétition est ouverte aux films internationaux, à l'animation, à la fiction et aux documentaires. Il décerne  entre autres le Silver Seagull Award du meilleur film.